# Basketball under Middelhavslegene 1951
Basketball under Middelhavslegene 1951 blev afholdt i Alexandria, Egypten.

## Medaljevindere

### Mænd
| Event | Guld    | Sølv    | Bronze  |
| ----- | ------- | ------- | ------- |
| Mænd  | Egypten | Spanien | Italien |